# Mărișel
Mărișel là một xã thuộc hạt Cluj, România. Dân số thời điểm năm 2002 là 1673 người.